# Glory By Honor IX
Glory By Honor IX fue la novena edición de Glory By Honor, un evento pago por visión de lucha libre profesional producido por la empresa Ring of Honor. Tuvo lugar el 11 de septiembre de 2010 desde el Manhattan Center en Nueva York, Nueva York.

## Resultados
- Kenny King derrotó a Jay Briscoe (07:39)[1]
  - King cubrió a Briscoe después de un "Royal Flush"
- Mark Briscoe(con Jay Briscoe) derrotó a Rhett Titus (con Kenny King)[1]
  - Bricoe cubrió a Titus después de un "Cut Throat Driver"
- The Embassy (Erick Stevens & Necro Butcher) (con Prince Nana y Mr. Ernesto Osiris) derrotó a Grizzly Redwood & Ballz Mahoney (07:44)
  - Stevens cubrió a Mahoney después de un "Modified Russian Legweep"
- Colt Cabana & El Genérico derrotaron a Kevin Steen & Steve Corino en un Double Chain match (19:43)[2]
  - Cabana forzó a Corino a rendirse con un "Billy Goat's Curse"
  - Después del combate, Steen desenmascaró a Genérico.
- Eddie Edwards derrotó a Shawn Daivari (con Prince Nana), reteniendo el Campeonato Mundial Televisivo de ROH
  - Edwards forzó a Daivari a rendirse con un "Single Leg Boston Crab"
- Christopher Daniels derrotó a Austin Aries
  - Daniels cubrió a Aries después de un "Angel's Wings" desde la tercera cuerda.
- Kings of Wrestling (Claudio Castagnoli & Chris Hero) derrotaron a The Wrestling's Greatest Tag Team (Charlie Haas & Shelton Benjamin)
  - Castagnoli cubrió a Haas después de un "Elbow Drop" de Hero
  - Después de la lucha Wrestling's Greatest Tag Team atacaron a Shane Hagadorn
- Roderick Strong (con Truth Martini) derrotó a Tyler Black con Terry Funk como especial enforcer, ganando el Campeonato Mundial de ROH
  - Strong cubrió a Black después de una "Sick Kick"
  - Después de la lucha, Homicide hizo su regreso a ROH.